# Lavandeira (Carrazeda de Ansiães)
Lavandeira is een plaats (freguesia) in de Portugese gemeente Carrazeda de Ansiães en telt 184 inwoners (2001).